# Miami Dolphins
Miami Dolphins er et professionelt amerikansk fodboldhold, der spiller i AFC East-divisionen i NFL. Holdet har hjemme i Miami, og spiller deres hjemmekampe på Sun Life Stadium. Klubbens mojoritetsejer er Stephen M. Ross der også ejer Sun Life Stadium.
Holdet kom første gang i Super Bowl i 1971, men tabte til Dallas Cowboys. I 1972-sæsonen vandt holdet alle kampe, og vandt dermed Super Bowl som ubesejret, en præstation intet andet hold har opnået. De vandt også Super Bowl året efter, og nåede igen Super Bowl i 1982 og 1984, dog uden at vinde.
Don Shula trænede holdet i en stor del af dets historie, og blev den mest vindende træner i NFL-historien.
Holdets største profil gennem tiderne var Dan Marino, der satte flere rekorder som quarterback, inklusive rekorden for flest kastede touchdowns, der dog i sæsonen 2007/08 blev slået af Green Bay Packers QB, Brett Favre.